# Focke-Wulf Fw 189
No confundir con  He 219 UHU
El Focke-Wulf Fw 189 Uhu  (‘búho real’ o Eule (lechuza) en alemán) fue un avión de reconocimiento táctico y bombardero ligero bimotor triplaza. Realizó su primer vuelo en 1938 (Fw 189 V1), entró en servicio en 1940, y se fabricó hasta 1944.

## Diseño y desarrollo
En 1937, el Reichsluftfahrtministerium (RLM) (Ministerio del Aire del Reich) emitió una especificación solicitando un avión monomotor de reconocimiento de corto alcance con unas características visuales óptimas, que fue remitida a las firmas Arado Flugzeugwerke y Focke-Wulf.
El ingeniero Kurt Tank respondió con el Focke-Wulf Fw 189 Uhu (búho), un monoplano de ala baja totalmente metálico y con revestimiento resistente, que presentaba una góndola central ampliamente acristalada con visión de 270°  y dos largueros que, partiendo de las góndolas de los motores, se proyectaban hacia atrás para soportar las superficies de cola. La góndola central acomodaba a la tripulación compuesta por un piloto, un navegante/operador de radio y un ingeniero de vuelo/artillero, y estaba impulsado por dos motores Argus As 410 de 430 cv, en góndolas donde se articulaban los bastidores principales, con las ruedas retrayéndose en los largueros de cola. El cono acristalado de cola era agudo y rotatorio  lo que    permitía orientar el afuste de ametralladora en 360°. La rueda trasera era retráctil y se guardaba en el plano de cola.
La construcción de este avión comenzó en abril de 1937 y fue el propio Kurt Tank quien pilotó el prototipo en su primer vuelo, en julio de 1938. El segundo prototipo, Fw 189 V2, que voló en agosto, estaba armado con una ametralladora MG 15 en el puesto de tiro de proa, en el dorsal y el trasero, dos ametralladoras fijas Rheinmetall -Borsig MG 17 en las raíces alares y cuatro soportes en el intradós alar, capaz cada uno para una bomba SC50 de 50 kg. Un tercer prototipo, desarmado, voló en septiembre; sus motores Argus accionaban hélices de la misma firma cuyo mecanismo de cambio de paso actuaba por medio de aire a presión.
La firma del contrato de desarrollo fue seguida por el primer vuelo del cuarto prototipo, predecesor de Fw 189A de serie, que estuvo propulsado por dos motores Argus As 410A-1 y armado solo con dos ametralladoras MG 15. El quinto prototipo fue representativo de la versión propuesta Fw 189B de entrenamiento con doble mando, cuyo fuselaje rediseñado incorporaba una cabina escalonada con acristalamiento reducido. Un rediseño más radical fue introducido en el primer prototipo, que voló de nuevo en la primavera de 1939 como Fw 189 V1b con la góndola central reemplazada por una diminuta cabina biplaza montada sobre la sección central alar y construida casi por completo a base de planchas de blindaje; su misión prevista era la de ataque al suelo.
Al estar la compañía Focke-Wulf estaba sobrecargada por el Fw-190 como alternativa se preparó la factoría Aero en Praga para la producción. Esta fábrica checa entregó 151 Fw189 frente a 99 de la firma matriz en 1941. Cuando Focke-Wulf se hizo cargo de una parte de la industria francesa los  Fw189 se asignaron a Francia, donde eran producidos. Breguet fabricaba la parte exterior de las alas en Bayona. La mayor parte de los demás componentes se hacían en SNCASO, en Burdeos-Bacalan. El montaje y los vuelos de pruebas se efectuaban en Burdeos-Mérignac.
La producción del Fw 189 totalizó 864 aviones, incluidos los construidos entre 1940 y 1943  en la factoría de SNCASO de  Burdeos-Mérignac  (actual planta de  Dassault Mirage) en la Francia ocupada, y posteriormente en la fábrica Aero Vodochody de Praga.

## Variantes
- Fw 189A-0: diez aparatos de preserie construidos en Bremen en 1940, algunos entregados al 9.(h)/LG2 para evaluaciones operativas

- Fw 189A-1: primera versión de serie, con una sola ametralladora MG 15 en el puesto dorsal y trasero, una MG 17 en cada raíz alar y cuatro soportes subalares; posibilidad de llevar una cámara Rb 20/30 o una Rb 50/30; posteriores desarrollos comprendieron el Fw 189A-1/Trop dotado con equipo de supervivencia en el desierto, y los transportes FW 189A-1/U2 y Fw 189A-1/U3 empleados como aparatos VIP por Kesselring y  Hans Jeschonnek

- FW 189A-2: desarrollo del noveno prototipo, con las ametralladoras móvles MG 15 sustituidas por dos MG 81  Z de 7.92 mm

- Fw 189A-3: entrenador biplaza con doble mando, serie limitada

- FW 189A-4: introducido a finales de 1942; esta versión de ataque ligero al suelo presentaba cañones Máuser MG 151 /20 de 20 mm instalados en las raíces alares y blindaje de protección

- Fw 189B: desarrollo del quinto prototipo; tres Fw 189B-0 y diez Fw 189B-1 (entrenadores de tripulaciones con cinco plazas) precedieron a los Fw 189A, y algunos fueron empleados como entrenadores de conversión por el 9.(H)/LS 2 en 1940

- Fw 189C: versión propuesta para ataque al suelo, basada en los prototipos primero y sexto modificados

- Fw 189D: versión equipada con dos flotadores propuesta para entrenamiento; el séptimo prototipo, concebido como el aparato de desarrollo de la variante, fue sin embargo completado como un Fw 189B-0

- Fw 189E: versión con dos motores Gnome-Rhône 14M de 700 cv; una célula de un Fw 189A-1 construido en Francia fue modificada en Châtillon-sur-Seine con planos provenientes de SNCASO

- Fw 189F: producido en las versiones Fwe 189F-1 y Fw 189F-2, el primero era básicamente un Fw 189A-2 remotorizado y el segundo introducía tren de aterrizaje de accionamiento eléctrico, mayor capacidad de combustible y planchas adicionales de blindaje; ambas versiones estuvieron propulsadas por dos motores Argus As 411MA-1 de 580 cv

## Operadores
Alemania nazi
- Luftwaffe

 Eslovaquia
- Fuerza Aérea Eslovaca

 Hungría
- Real Fuerza Aérea del Ejército Húngaro

## Historia operacional
Llamado "ojo volante" por el ejército alemán y "marco" por los soviéticos debido a su distintiva silueta, el Fw 189 fue usado extensamente en el frente oriental durante la Segunda Guerra Mundial con gran éxito. Las entregas empezaron a finales de 1940 y el aparato superó todas las expectativas porque era soberbiamente manejable y tenía una gran capacidad para soportar los daños por el fuego enemigo y el mal tiempo.
A pesar de su poca velocidad y su aspecto frágil, la maniobrabilidad del Fw 189 le hacía un objetivo difícil para los cazas rusos. Cuando atacaban al Fw 189 podía simplemente girar en un círculo cerrado que no podían seguir los que le atacaban. Su rudeza, quedaba demostrada cada vez que un Fw 189 retornaba a su base con muestras en la cola de haber sido atacado. Los cazas rusos en un par de ocasiones trataron de derribar a los Fw 189 chocando contra sus colas por la impotencia de hacer blanco con sus armas. Sin embargo el avión era demasiado vulnerable ante la superioridad aérea aliada y por tanto no voló ni en Francia ni Italia.
A partir de 1942 comenzó realmente a sustituir progresivamente al Hs 126, ganándose su fama, además de servir en las fuerzas aéreas eslovacas y húngaras.
Además de su actuación en Rusia, algunos pocos aviones participaron en la campaña del Norte de África. Para ello contaban con equipo de supervivencia para el desierto y filtros de arena. En África dos A-1 fueron modificados como transporte personal del Generalfeldmarschall (Mariscal de Campo) Albert Kesselring y del Generaloberstefe del Estado Mayor General de la Luftwaffe Hans Jeschonnek .
También operó como caza, ya que unos 30 A-1 se modificaron para ser cazas nocturnos. Estos aviones sirvieron con la I/NJG100 y la NJG5, equipados con radar FuG 212 Lichtenstein C-1 y dos cañones MG15 para hacer tiro oblicuo hacia arriba.
Tras la guerra Noruega operó brevemente algunos aviones Fw 189.

## Supervivientes
Un Fw 189 ha llegado hasta nuestros días. Su historia, comienza el 4 de mayo de 1943 cuando se ordenó al Fw189 V7+1H (Werk Nr. 2100) basado en Pontsalenjoki tomar parte en una misión para fotografiar la base aérea Loukhi-3 desde una altitud de 6000 m, después continuó a lo largo de la línea férrea Múrmansk-Leningrado. Aproximadamente 31 minutos después de fotografiar su objetivo, el V7+1H fue atacado por cazas Hawker Hurricane soviéticos. El Fw189, trató de esquivar a los cazas, pero sufrió daños y terminó impactando contra las copas de los árboles. La cola, fue desgajada, y la tripulación, quedó en la copa de los árboles. El piloto, Lothar Mothes, sobrevivió, pero uno de sus tripulantes resultó muerto en el accidente y el tercero murió a causa de las heridas en las piernas. Mothes consiguió sobrevivir dos semanas a temperaturas bajo cero evitando a las patrullas soviéticas mientras comía cortezas y larvas, consiguió finalmente llegar caminando a su base. Mothes pasó nueve meses recuperándose en un hospital de congelaciones graves para retornar a la Luftwaffe y volar en otras 100 misiones.
En 1991, los restos del V7+1H fueron encontrados en los bosques rusos donde habían permanecido durante 48 años. El avión, fue adquirido por un grupo británico de entusiastas de la aviación y fue enviado por barco al Reino Unido, arribando a Worthing, West Sussex en marzo de 1992. Se fundó la Sociedad para la restauración del Focke Wulf 189, a fin de poner al aparato en condiciones de vuelo. El avión volvió a volar en 1996, en el espectáculo aéreo de Biggin Hill.
El aparato, ha sido recientemente adquirido para la colección privada de Paul Allen (conocida como la Flying Heritage Collection).  La colección privada de Paul Allen, inauguró su nueva sede en Painá Field, Everett, Washington que abrió al público el 6 de junio de 2008.

## Especificaciones (Fw 189A-1)

### Características generales
- Tripulación: 3
- Longitud: 12 m
- Envergadura: 18,4 m
- Altura: 3,7
- Superficie alar: 38 m²
- Peso vacío: 2805 kg
- Peso cargado: 3950 kg
- Planta motriz: 2× Argus As 410A-1, V12 invertido refrigerado por aire.
  - Potencia: 342 kW (472 HP; 465 CV) cada uno.

### Rendimiento
- Velocidad máxima operativa (Vno): 357 km/h (222 MPH; 193 kt) a 2600 m s. n. m.
- Alcance: 670 km (362 nmi; 416 mi)
- Techo de vuelo: 7000 m
- Régimen de ascenso: 8,3 m/seg
- Carga alar: 103,9
- Potencia/peso: 177 W/kg 0,107 Cv/lb

### Armamento
- Ametralladoras: 3 o 4× 2 x MG 17 de 7,92 mm 
1 x MG 15 de 7,92 mm en la dorsal en afuste flexible en ángulo trasero
1 x MG 15 de 7,92 mm en ángulo trasero (opcional)
 En las últimas versiones, la MG 15 era reemplazada por una MG 81Z de dos cañones de 7,92 mm
- Bombas: 4 x SC50 de 50 kg

### Aeronaves similares
- Blohm & Voss BV 141
- Praga E-51
- Sujoi Su-12

### Secuencias de designación
- Sistema de designación aeronaves del RLM: ← Fw 187 · Ju 187 · Ju 188 · Fw 189 · Fw 190 · Fw 191 · Ao 192 →

### Listas relacionadas
- Anexo:Aeronaves militares de Alemania en la Segunda Guerra Mundial